# هيلين وستلي
هيلين وستلي (بالإنجليزية: Helen Westley)‏ هي ممثلة أمريكية، ولدت في 28 مارس 1875 في بروكلين في الولايات المتحدة، وتوفيت في 12 ديسمبر 1942 في Middlebush, New Jersey ‏ في الولايات المتحدة بسبب مرض.

## أعمال

### أفلام
- بجماليون
- بيت روتشيلد
- فرقة ألكسندر لموسيقى الجاز
- كل هذا والجنة أيضا

## وصلات خارجية
- هيلين وستلي على موقع IMDb (الإنجليزية)
- هيلين وستلي على موقع ألو سيني (الفرنسية)
- هيلين وستلي على موقع أول موفي (الإنجليزية)
- هيلين وستلي على موقع قاعدة بيانات برودواي على الإنترنت (الإنجليزية)
- هيلين وستلي على موقع قاعدة بيانات الأفلام السويدية (السويدية)
- هيلين وستلي على موقع إن إن دي بي (الإنجليزية)
- هيلين وستلي على موقع قاعدة بيانات الفيلم (الإنجليزية)
- هيلين وستلي على موقع كينوبويسك (الروسية)